# Casserole

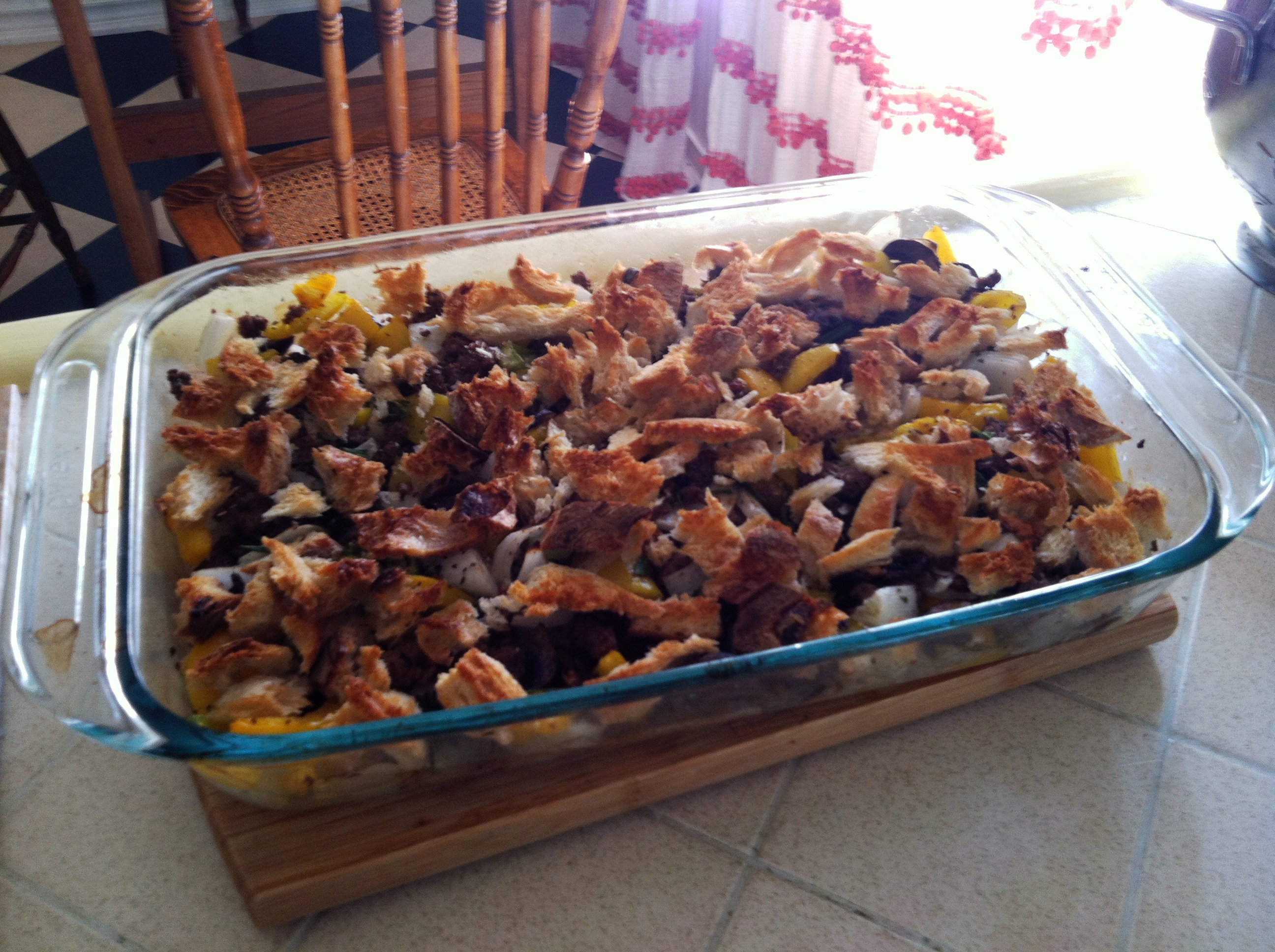
Una casserole statunitense fatta con carne di manzo, cipolle, peperoni, funghi e spezie

Una casserole (francese: diminutivo di casse, dal provenzale: cassa) è un piatto tipico nordamericano (Stati Uniti e Canada) che rientra nella famiglia degli stufati e prende il nome dal recipiente largo e profondo utilizzato per essere cucinato.
Negli Stati Uniti e nell'Europa continentale le casserole sono fatte di pezzi di carne (come pollo) o pesce (come tonno) con diverse verdure e con farina, riso, patate o pasta che funge da legante. Spesso viene accompagnato da formaggio. Durante la cottura a fuoco lento in fondo i liquidi della carne e dei vegetali vengono rilasciati e vengono aggiunti vino, birra, gin o sidro. Viene servito come piatto principale o come contorno nello stesso contenitore in cui è stato cucinato.
In Minnesota e Nord Dakota, dove sono tra i cibi più tipici, le casserole sono chiamati di solito "hot dish". La casserole alle patate Janssons frestelse è un'eredità degli immigrati scandinavi dell'area.

## Storia
Nel 1866, Elmire Jolicoeur, una immigrata franco-canadese inventò il precursore della moderna casserole a Berlin (New Hampshire).